# Mariana Barassi
Mariana Barassi (Buenos Aires, Argentina, 1977) es una guionista y directora de cine argentina afincada en España.

## Trayectoria
Su primera obra como directora es Bacanal, un largometraje rodado en vídeo digital  y compuesto por varios episodios cortos, cada uno de ellos guionizado y dirigido por diferentes directores, que fue estrenado en Argentina en 1999.
En 2012 dirigió el cortometraje Pacto de hermanas, protagonizado por Terele Pávez, que fue presentado en el Concurso de Cortometraje Iberoamericano del Festival Internacional de Cine de Huesca.
En 2020 dirigió su primer largometraje Crónica de una tormenta, protagonizado por Clara Lago y Ernesto Alterio. El guion de la película, escrito por Barassi, está basado en la obra de teatro Testosterona, de la escritora mexicana Sabina Berman.
La película se estrenó en el Festival de Málaga y en 2021 recibió el premio Melitón Red Iberofest a la Mejor Película Iberoamericana y el premio CIMA, otorgado por la Asociación de mujeres cineastas y de medios audiovisuales, en el Festival Internacional de Cine de Navarra.

## Filmografía
- Bacanal (1999). Coguionista y codirectora.
- Pacto de hermanas (2012). Guionista y directora.
- Crónica de una tormenta (2020). Guionista y directora.

## Premios y reconocimientos
- Crónica de una tormenta: premio Melitón Red Iberofest a la Mejor Película Iberoamericana en el Festival Internacional de Cine de Navarra (2021).[8]
- Crónica de una tormenta: premio CIMA, otorgado por la Asociación de mujeres cineastas y de medios audiovisuales, en el Festival Internacional de Cine de Navarra (2021).[8]